# Droga krajowa 90
Die Droga krajowa 90 (kurz DK 90, pol. für ,Nationalstraße 90‘ bzw. ,Landesstraße 90‘) ist eine Landesstraße in Polen. Sie verläuft in West-Ost-Richtung innerhalb der Woiwodschaft Pommern und verbindet bei einer Gesamtlänge von 11 km die beiden parallel verlaufenden Landesstraßen 91 und 55.

## Geschichte

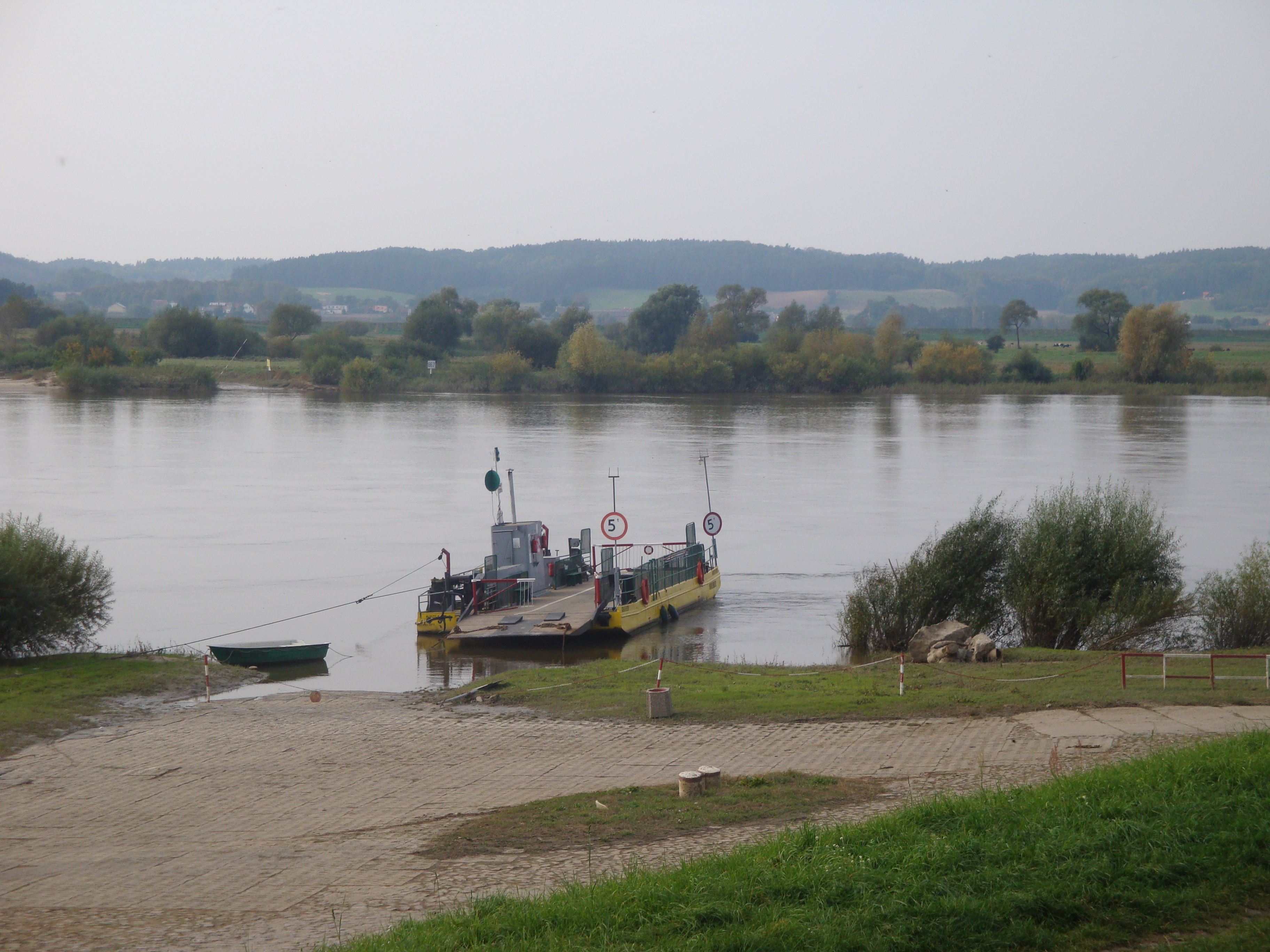
Ehemalige Fähre in Korzeniewo

Am 1. Januar 2006 wurde die Straße aufgrund des Beschlusses des polnischen Verkehrsministeriums vom 6. Mai 2005 von einer Woiwodschaftsstraße zur Landesstraße aufgestuft. Zuvor wurde sie als Woiwodschaftsstraße 232 beschildert. Die Landesstraße 90 führte nun jedoch weiterhin auf der alten Strecke, deren westliche und östliche Teile durch eine Fähre über die Weichsel verbunden wurden. Die Planungen einer Brücke über die Weichsel mussten nun den Standards einer Landesstraße angepasst werden.
Mit der Vertragsunterzeichnung am 2. September 2010 mit dem Konsortium bestehend aus Budimex S.A. und Ferrovial Agroman S.A. begann der Bau der neuen Streckenführung der Landesstraße, die eine 808 Meter lange Extradosed-Brücke über die Weichsel sowie insgesamt 1028 Meter lange, zur Brücke führenden Brückenbauwerke umfasste. Die Baukosten wurden auf über 300 Mio. Złoty festgelegt. Die Fertigstellung sollte nach einer 27 Monate langen Bauzeit am 19. Dezember 2012 erfolgen. Der Baubeginn der Brücke erfolgte am 8. November 2010. Nach einer ca. achtmonatigen Verspätung, die durch die ungünstigen Wetterverhältnisse in den Wintermonaten 2010 und 2011 sowie in den Sommermonaten 2012 hervorgerufen wurde, wurde die neue Trasse der Landesstraße am 26. Juli 2013 dem Verkehr übergeben.

## Brücke bei Kwidzyn
Die Brücke bei Kwidzyn ist eine Extradosed-Brücke über die Weichsel im Verlauf der polnischen Landesstraße 90 und die größte Brücke dieser Art in Polen. Die Art der Brücke stellt eine Kombination aus einer Schrägseilbrücke und einer Balkenbrücke dar. Der Überbau der Brücke ist 808,4 Meter und zusammen mit den zu der Brücke führenden Hochstraßen 1867,2 Meter lang. Es steht eine neun Meter breite Fahrbahn mit je einem Fahrstreifen pro Richtung zur Verfügung. Die Gesamtbreite der Brücke beträgt 15,9 Meter. Der Überbau wird von drei Pylonen mit Hilfe von insgesamt 54 Schrägseilen gleichzeitig vorgespannt. Die Spannweiten reichen von 70 bis 204 m. Die Pylone reichen bis zu einer Höhe von 17,2 Metern über der Fahrbahn.

Bau am 25. Oktober 2011
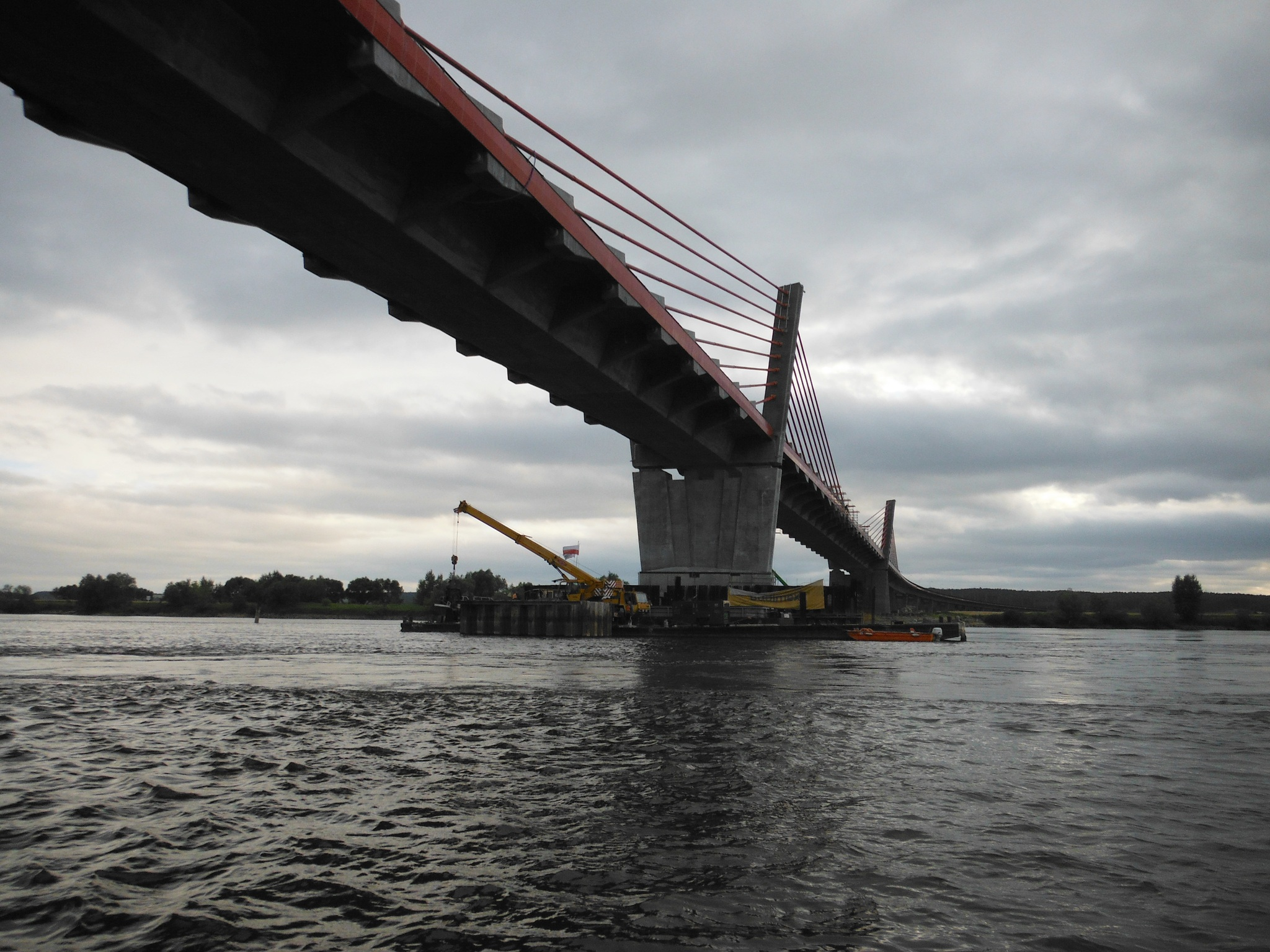
Blick auf die Brücke von unten (07/2013).
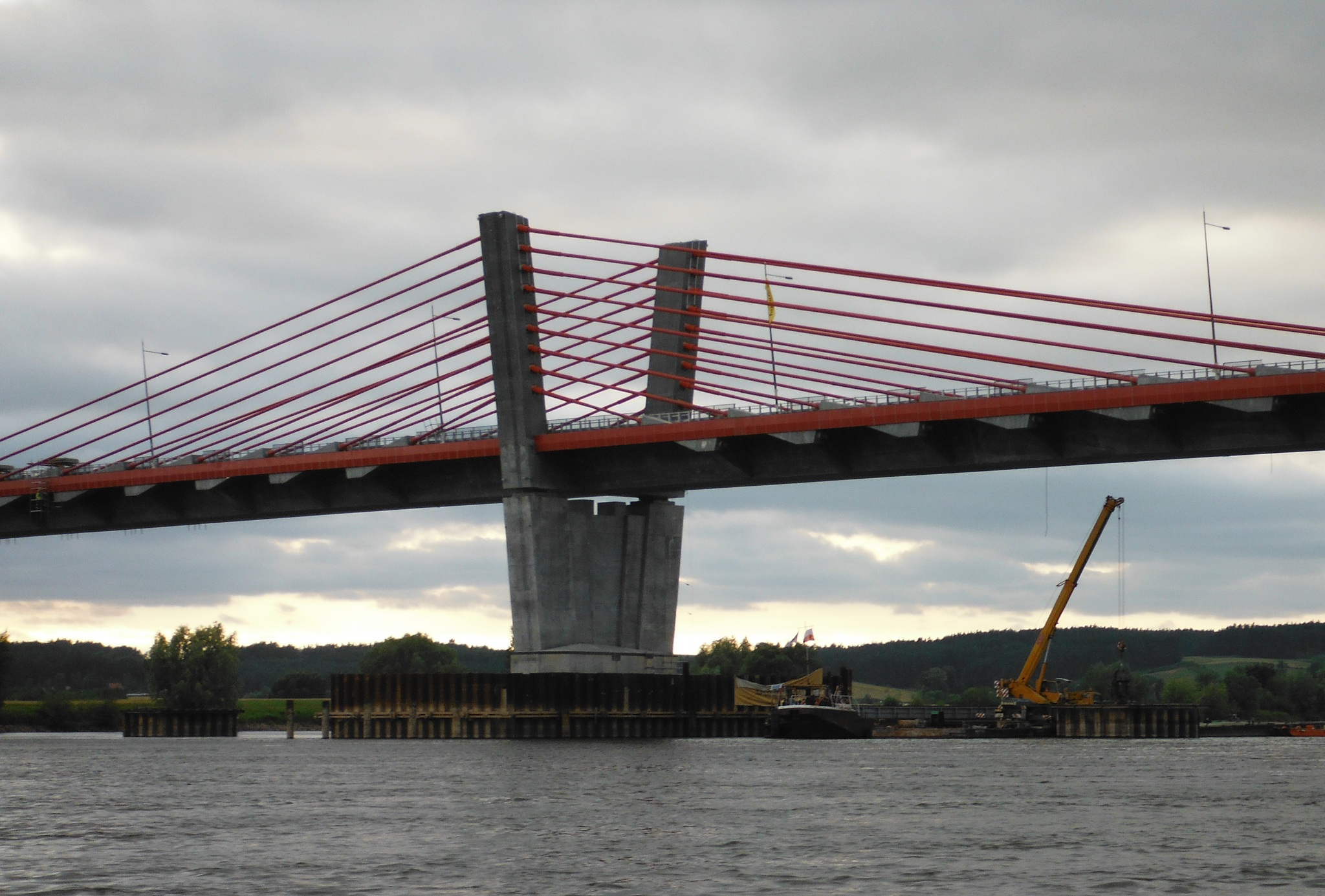
Blick auf einen der drei Pylone (07/2013).